# レ・ミゼラブル (2019年の映画)
『レ・ミゼラブル』（原題: Les Misérables）は、2019年のフランスのドラマ映画。ヴィクトル・ユーゴーの同名小説にヒントを受けて製作された。ラジ・リの長編映画監督デビュー作。
第92回アカデミー賞で国際長編映画賞にノミネート。セザール賞では4つ星を獲得し、セザール賞最優秀作品賞を受賞。第72回カンヌ国際映画祭で審査員賞を受賞した。

## あらすじ
映画の中では、人種間の対立、世代間の対立、そして警察の暴力などの社会問題が描かれている。警察官である主人公ステファンはパリ郊外のモンフェルメイユに赴任することになる。ステファンは同僚のクリスとグワダとともに3人チームを組み、街の中をパトロールする。その際、何度かクリスが暴力的な方法で取り締まりをする。ステファンはそのことをよく思っていないが、強くは言えずにいた。警察の仕事として、地域コミュニティや街の有力者の間で問題が発生した時に仲介もする。この街ではサーカスを運営するゾロと、市場の元締めで"市長"と周囲から呼ばれる人物が対立していて、ある日ライオンの子供が盗まれたということで諍いがおきる。警察は仲介のため犯人を探すことになる。SNSを分析して無事に犯人(イッサという少年)を見つけ出すも、捕まえる時グワダがゴム弾を発砲して怪我を負わせる。クリス率いる3人のチームはこのことを上司に報告せず、隠蔽しようとするが、現場にはその様子を撮影しているドローンがあった。ドローンを操っていた少年バズはサラ(ケバブ屋を運営しているイスラムコミュニティの有力者)のところに駆け込み、庇護を求める。サラは倫理的な見地から動画を公開しようとするが…？警察の暴力と、世代・人種・宗教・思想の差異とが絡みあって生じたこの事件は、街全体を揺るがし、物語は破局へと向かっていく。
映画の最後に、題材となったヴィクトル・ユーゴーの小説・レ・ミゼラブルより世の中には悪い草も悪い人間もいない。ただ育てるものが悪いだけなんだの一節が引用されている。